# Abies magnifica
Abies magnifica е вид ела от семейство Борови (Pinaceae). Видът е незастрашен от изчезване.

## Разпространение
Разпространен е в САЩ.